# Jaroslav Bouček
Jaroslav Bouček  (* 13. November 1912 in Černošice; † 10. Oktober 1987 in Prag) war ein tschechoslowakischer Fußballspieler. 

## Vereinskarriere
Bouček spielte in seiner Jugend für den SK Černošice. Seine erste Profistation war Sparta Prag. Im Jahre 1931 ging der Mittelfeldspieler nach Frankreich und schloss sich Stade Rennes an. Nach 45 Spielen und zwei Treffern in zwei Jahren kehrte der Tscheche zur Saison 1933/34 wieder nach Prag zurück. Mit Sparta wurde der kopfballstarke Bouček, der im zentralen Mittelfeld meist Defensivaufgaben verrichtete, in den Jahren 1936, 1938 und 1939 jeweils Landesmeister. In der Saison 1934/35 gewann er mit seinem Klub den Mitropapokal.
Zur Saison 1941/42 wechselte Bouček zu Viktoria Pilsen, stieg mit der Mannschaft allerdings aus der höchsten Spielklasse ab. Später spielte er wieder für seinen einstigen Jugendverein in Černošice.

## Nationalmannschaft
Bouček absolvierte sein erstes Länderspiel im Vorfeld der Fußball-Weltmeisterschaft 1934 am 25. März 1934 in Paris gegen Frankreich, die Tschechoslowakei gewann 2:1. Zwar stand der Mittelfeldakteur im Kader der ČSR für die Weltmeisterschaft in Italien, kam dort allerdings nicht zum Einsatz. Seine Mannschaftskameraden mussten sich erst im Finale dem Gastgeber Italien mit 1:2 nach Verlängerung geschlagen geben. Nach der Weltmeisterschaft fehlte Bouček nur selten in der tschechoslowakischen Nationalmannschaft. Am 9. Februar 1936 erzielte er beim 3:0-Erfolg gegen Frankreich in Paris sein einziges Länderspieltor. Bei der Weltmeisterschaft 1938, bei der die Tschechoslowakei im Viertelfinale gegen Brasilien ausschied, kam Bouček drei Mal zum Einsatz. Seine Länderspielkarriere wurde durch die politischen Ereignisse beendet, die 1939 zur Errichtung des Protektorats Böhmen und Mähren führten.

## Sonstiges
Im Jahr 1936 wagte Bouček einen Ausflug ins Filmgeschäft und wirkte als Schauspieler an der Sportkomödie Naše XI. unter der Regie von Václav Binovec mit.